# Kurtinig an der Weinstraße
Kurtinig an der Weinstraße (italià Cortina sulla Strada del Vino) és un municipi italià, dins de la província autònoma de Tirol del Sud. És un dels municipis del districte d'Überetsch-Unterland. L'any 2007 tenia 606 habitants. Limita amb els municipis de Margreid, Neumarkt, i Salurn. El 1946, mercè l'Acord De Gasperi-Gruber, fou transferit de la província de Trento a Tirol del Sud.

## Situació lingüística
| Pertinença lingüística (cens 2001) | 68,92% alemany |
| Pertinença lingüística (cens 2001) | 30,55% italià  |
| Pertinença lingüística (cens 2001) | 0,53% ladí     |

## Administració

Territori comunal

| Període | Identitat         | Partit |
| ------- | ----------------- | ------ |
| 2004-   | Walter Giacomozzi | SVP    |